# 대한민국 민법 제244조
대한민국 민법 제244조는 지하시설 등에 대한 제한에 대한 민법 물권법 조문이다. 

## 조문
제244조(지하시설 등에 대한 제한) ①우물을 파거나 용수, 하수 또는 오물 등을 저치할 지하시설을 하는 때에는 경계로부터 2미터 이상의 거리를 두어야 하며 저수지, 구거 또는 지하실공사에는 경계로부터 그 깊이의 반 이상의 거리를 두어야 한다.
②전항의 공사를 함에는 토사가 붕괴하거나 하수 또는 오액이 이웃에 흐르지 아니하도록 적당한 조처를 하여야 한다.